# Raoul Jobin
Raoul Jobin, nato Joseph Roméo Jobin (Québec, 8 aprile 1906 – Québec, 13 gennaio 1974), è stato un tenore canadese.

## Biografia
Cominciò a prendere lezioni di canto nella sua città natale, poi studiò presso Emile Larochelle all'Université Laval, quindi a Parigi da Mme d'Estainville-Rousset (canto) e Abby Chéreau (recitazione). Il suo debutto all'Opéra risale al 3 luglio 1930, nel ruolo di Tybalt in Roméo et Juliette di Charles Gounod.
La sua carriera decollò rapidamente, e ben presto cantò come tenore protagonista all'Opéra e all'Opéra-Comique, e in altre città francesi quali Lione, Tolosa, Bordeaux, Marsiglia. Il suo repertorio comprendeva per lo più la tradizione francese, con occasionali incursioni in quella italiana.
Allo scoppio della seconda guerra mondiale, Jobin fece ritorno in America. Debuttò alla Metropolitan Opera di New York il 19 febbraio 1940 come il cavaliere Des Grieux in Manon di Jules Massenet. Si esibì lì fino al 1950, a fianco di artisti come Lily Pons, Bidu Sayão, Licia Albanese, Risë Stevens, e sotto la direzione di
Wilfrid Pelletier e Thomas Beecham, fra gli altri. Cantò anche a San Francisco, Chicago, Boston, New Orleans, Città del Messico, Rio de Janeiro e Buenos Aires.
Finita la guerra, fece ritorno a Parigi nel 1947, dove cantò per la prima volta con successo un ruolo wagneriano, in Lohengrin; in seguito fu Walther in Die Meistersinger von Nürnberg. Fu anche il primo a interpretare il ruolo di Fabrizio Del Dongo in La Chartreuse de Parme di Henri Sauguet.
Si ritirò dalle scene nel 1958, e iniziò a dedicarsi all'insegnamento presso il conservatorio di Montréal, quindi a Québec. Fra i suoi allievi vi furono Colette Boky e Huguette Tourangeau.
Suo figlio, André Jobin (nato nel 1933), fu anch'egli un cantante lirico, dapprima come baritono, poi tenore.